# Album più venduti negli Stati Uniti d'America
Questo elenco contiene gli album discografici che hanno venduto il maggior numero di copie negli Stati Uniti in conformità alla certificazione dell'associazione dell'industria discografica degli Stati Uniti, la RIAA (Recording Industry Association of America), che assegna il riconoscimento del disco d'oro ad ogni album discografico che raggiunge le 500 000 copie, disco di platino per 1 milione di copie, multiplatino per ogni milione che vende un album che ha già venduto 1 milione di copie e disco di diamante per ogni 10 milioni che vende un album, tutto ciò nel mercato statunitense.
Gli album contrassegnati con il simbolo "˜" sono doppi 33 giri o doppi CD e dunque sono conteggiati due volte (due dischi di platino ogni milione di copie vendute dall'album).

## Lista
Questa lista contiene gli album che sono riusciti a superare i 10 milioni di copie e quindi a guadagnarsi uno o più dischi di diamante.

## 20x - 30x Multi-Platinum
| Anno | Artista                 | Album                           | Etichetta         | Certificazioni |
| ---- | ----------------------- | ------------------------------- | ----------------- | -------------- |
| 1976 | Eagles                  | Their Greatest Hits (1971-1975) | Elektra Records   | 38× platinum   |
| 1982 | Michael Jackson         | Thriller                        | Epic Records      | 34× platinum   |
| 1976 | Eagles                  | Hotel California                | Asylum            | 26× platinum   |
| 1985 | Billy Joel              | Greatest Hits, Vols. 1 & 2      | Columbia          | 23× platinum   |
| 1971 | Led Zeppelin            | Led Zeppelin IV                 | Atlantic          | 23× platinum   |
| 1973 | Pink Floyd              | The Dark Side of the Moon       | Columbia/Capitol  | 23× platinum   |
| 1980 | AC/DC                   | Back in Black                   | Atlantic          | 22× platinum   |
| 1998 | Garth Brooks            | Double Live                     | Capitol Nashville | 21× platinum   |
| 1994 | Hootie and the Blowfish | Cracked Rear View               | Atlantic Records  | 21× platinum   |
| 1977 | Fleetwood Mac           | Rumours                         | Warner Bros.      | 20× platinum   |
| 1997 | Shania Twain            | Come on Over                    | Mercury Nashville | 20× platinum   |

## 15x - 19x Multi-Platinum
| Anno | Artista                  | Album                                    | Etichetta         | Certificazioni |
| ---- | ------------------------ | ---------------------------------------- | ----------------- | -------------- |
| 1968 | The Beatles              | The Beatles (White Album)                | Apple             | 19× platinum   |
| 1992 | Whitney Houston          | The Bodyguard: Original Soundtrack Album | Arista            | 18× platinum   |
| 1987 | Guns N' Roses            | Appetite for Destruction                 | Geffen            | 18× platinum   |
| 1976 | Boston                   | Boston                                   | Epic Records      | 17× platinum   |
| 1974 | Elton John               | Greatest Hits                            | Polydor           | 17× platinum   |
| 1990 | Garth Brooks             | No Fences                                | Capitol Nashville | 17× platinum   |
| 1973 | The Beatles              | 1967-1970                                | Capitol           | 17× platinum   |
| 1995 | Alanis Morissette        | Jagged Little Pill                       | Maverick          | 16× platinum   |
| 1977 | Bee Gees e artisti vari  | Saturday Night Fever                     | RSO               | 16× platinum   |
| 1975 | Led Zeppelin             | Physical Graffiti                        | Swan Song         | 16× platinum   |
| 1991 | Metallica                | Metallica                                | Elektra           | 16× platinum   |
| 1984 | Bob Marley & The Wailers | Legend                                   | Island Records    | 15× platinum   |
| 1984 | Bruce Springsteen        | Born in the U.S.A.                       | Columbia          | 15× platinum   |
| 1988 | Journey                  | Greatest Hits                            | Columbia          | 15× platinum   |
| 1979 | Pink Floyd               | The Wall                                 | Capitol           | 15× platinum   |
| 1999 | Santana                  | Supernatural                             | Arista            | 15× platinum   |
| 1973 | The Beatles              | 1962-1966                                | Capitol           | 15× platinum   |

## 10x - 14x Multi-Platinum
| Anno | Artista                         | Album                                  | Etichetta              | Certificazioni |
| ---- | ------------------------------- | -------------------------------------- | ---------------------- | -------------- |
| 2011 | Adele                           | 21                                     | XL Recordings          | 14× platinum   |
| 1991 | Garth Brooks                    | Ropin' the Wind                        | Capitol Nashville      | 14× platinum   |
| 1977 | Meat Loaf                       | Bat Out of Hell                        | Epic Records           | 14× platinum   |
| 1997 | Backstreet Boys                 | Backstreet Boys                        | Jive                   | 14× platinum   |
| 1985 | Whitney Houston                 | Whitney Houston                        | Arista                 | 14× platinum   |
| 1999 | Britney Spears                  | ...Baby One More Time                  | Jive                   | 14× platinum   |
| 1972 | Simon & Garfunkel               | Simon and Garfunkel's Greatest Hits    | Columbia               | 14× platinum   |
| 1984 | Prince                          | Purple Rain                            | Warner Bros.           | 13× platinum   |
| 1978 | Steve Miller Band               | Greatest Hits 1974-78                  | Capitol                | 13× platinum   |
| 1986 | Bruce Springsteen               | Live/1975-85                           | Columbia               | 13× platinum   |
| 1999 | Backstreet Boys                 | Millennium                             | Jive                   | 13× platinum   |
| 1991 | Pearl Jam                       | Ten                                    | Epic Records           | 13× platinum   |
| 1996 | Matchbox Twenty                 | Yourself or Someone Like You           | Atlantic Records       | 12× platinum   |
| 1985 | Phil Collins                    | No Jacket Required                     | Atlantic Records       | 12× platinum   |
| 1994 | Boyz II Men                     | II                                     | Motown                 | 12× platinum   |
| 1969 | The Beatles                     | Abbey Road                             | Apple                  | 12× platinum   |
| 1980 | Kenny Rogers                    | Greatest Hits                          | Liberty                | 12× platinum   |
| 1994 | Artisti vari                    | Forrest Gump                           | Epic Records           | 12× platinum   |
| 1972 | The Rolling Stones              | Hot Rocks 1964-1971                    | London                 | 12× platinum   |
| 1998 | Dixie Chicks                    | Wide Open Spaces                       | Monument               | 12× platinum   |
| 1987 | Def Leppard                     | Hysteria                               | Mercury Records        | 12× platinum   |
| 1986 | Bon Jovi                        | Slippery When Wet                      | Mercury Records        | 12× platinum   |
| 1992 | Kenny G                         | Breathless                             | Arista                 | 12× platinum   |
| 1995 | Shania Twain                    | The Woman in Me                        | Mercury Nashville      | 12× platinum   |
| 1995 | Jewel                           | Pieces of You                          | Atlantic Records       | 12× platinum   |
| 1969 | Led Zeppelin                    | Led Zeppelin II                        | Atlantic Records       | 12× platinum   |
| 2000 | The Beatles                     | 1                                      | Capitol                | 11× platinum   |
| 2002 | Shania Twain                    | Up!                                    | Mercury Nashville      | 11× platinum   |
| 2000 | 'N Sync                         | No Strings Attached                    | Jive                   | 11× platinum   |
| 1999 | Creed                           | Human Clay                             | Wind-up Records        | 11× platinum   |
| 1967 | The Beatles                     | Sgt. Pepper's Lonely Hearts Club Band  | Capitol                | 11× platinum   |
| 1998 | Kid Rock                        | Devil Without a Cause                  | Atlantic Records       | 11× platinum   |
| 1996 | Céline Dion                     | Falling Into You                       | Epic Records           | 11× platinum   |
| 1973 | Led Zeppelin                    | Houses of the Holy                     | Atlantic Records       | 11× platinum   |
| 2003 | Outkast                         | Speakerboxxx/The Love Below            | LaFace, Arista         | 11× platinum   |
| 1976 | James Taylor                    | Greatest Hits                          | Warner Bros.           | 11× platinum   |
| 1982 | Eagles                          | The Eagles Greatest Hits, Vol. 2       | Asylum                 | 11× platinum   |
| 1994 | TLC                             | CrazySexyCool                          | LaFace                 | 11× platinum   |
| 1987 | Artisti vari                    | Dirty Dancing                          | RCA                    | 11× platinum   |
| 1997 | Artisti vari                    | Titanic                                | Epic Records           | 11× platinum   |
| 1980 | Aerosmith                       | Greatest Hits                          | Columbia               | 11× platinum   |
| 2015 | Adele                           | 25                                     | XL Recordings          | 11x platinum   |
| 1987 | George Michael                  | Faith                                  | Columbia               | 10× platinum   |
| 1983 | Def Leppard                     | Pyromania                              | Mercury Records        | 10× platinum   |
| 1977 | Billy Joel                      | The Stranger                           | Columbia               | 10× platinum   |
| 2002 | Norah Jones                     | Come Away with Me                      | Blue Note              | 10× platinum   |
| 1990 | MC Hammer                       | Please Hammer Don't Hurt 'Em           | Capitol                | 10× platinum   |
| 1967 | Patsy Cline                     | Patsy Cline's Greatest Hits            | Decca                  | 10× platinum   |
| 1992 | Eric Clapton                    | Unplugged                              | Reprise Records        | 10× platinum   |
| 1997 | Céline Dion                     | Let's Talk About Love                  | Epic Records           | 10× platinum   |
| 1999 | Dixie Chicks                    | Fly                                    | Monument Records       | 10× platinum   |
| 1976 | Doobie Brothers                 | Best of The Doobies                    | Warner Bros.           | 10× platinum   |
| 1969 | Led Zeppelin                    | Led Zeppelin                           | Atlantic Records       | 10× platinum   |
| 2000 | Linkin Park                     | Hybrid Theory                          | Warner Bros.           | 10× platinum   |
| 1993 | Tom Petty and the Heartbreakers | Greatest Hits                          | MCA                    | 10× platinum   |
| 1995 | No Doubt                        | Tragic Kingdom                         | Trauma Records         | 10× platinum   |
| 1994 | Green Day                       | Dookie                                 | Reprise Records        | 10× platinum   |
| 1991 | Nirvana                         | Nevermind                              | DGC                    | 10× platinum   |
| 1990 | Madonna                         | The Immaculate Collection              | Sire                   | 10× platinum   |
| 1984 | Madonna                         | Like a Virgin                          | Sire                   | 10× platinum   |
| 1971 | Carole King                     | Tapestry                               | ODE                    | 10× platinum   |
| 1983 | Lionel Richie                   | Can't Slow Down                        | Motown                 | 10× platinum   |
| 1998 | 'N Sync                         | *NSYNC                                 | RCA                    | 10× platinum   |
| 1985 | The Doors                       | The Best of The Doors                  | Elektra                | 10× platinum   |
| 1997 | The Notorious B.I.G.            | Life After Death                       | Bad Boy Records/Arista | 10× platinum   |
| 2000 | Eminem                          | The Marshall Mathers LP                | Interscope Records     | 10× platinum   |
| 1994 | Artisti vari                    | The Lion King Soundtrack               | Disneyland             | 10× platinum   |
| 1983 | ZZ Top                          | Eliminator                             | Warner Bros.           | 10× platinum   |
| 2002 | Eminem                          | The Eminem Show                        | Interscope Records     | 10× platinum   |
| 2000 | Britney Spears                  | Oops!... I Did It Again                | Jive                   | 10× platinum   |
| 1987 | U2                              | The Joshua Tree                        | Island Records         | 10× platinum   |
| 1993 | Mariah Carey                    | Music Box                              | Columbia               | 10× platinum   |
| 1989 | Garth Brooks                    | Garth Brooks                           | Capitol                | 10× platinum   |
| 1978 | Van Halen                       | Van Halen                              | Warner Bros.           | 10× platinum   |
| 2004 | Usher                           | Confessions                            | Arista                 | 10× platinum   |
| 1995 | Mariah Carey                    | Daydream                               | Columbia               | 10× platinum   |
| 1976 | Stevie Wonder                   | Songs in the Key of Life               | Motown                 | 10× platinum   |
| 1997 | Garth Brooks                    | Sevens                                 | Capitol Nashville      | 10× platinum   |
| 1994 | Garth Brooks                    | The Hits                               | Liberty Records        | 10× platinum   |
| 1984 | Van Halen                       | 1984                                   | Warner Bros.           | 10× platinum   |
| 1995 | The Smashing Pumpkins           | Mellon Collie and the Infinite Sadness | Virgin Records         | 10× platinum   |
| 1981 | Queen                           | Greatest Hits                          | EMI                    | 10× platinum   |
| 2009 | Taylor Swift                    | Fearless                               | Big Machine Records    | 10× platinum   |

## Record
| Artista         | Record                                                                         | Certificazioni |
| --------------- | ------------------------------------------------------------------------------ | -------------- |
| Eagles          | Album più venduto per gruppo - Their Greatest Hits (1971–1975)                 | 38× platinum   |
| Michael Jackson | Album studio più venduto da un artista solista - Thriller                      | 34× platinum   |
| Led Zeppelin    | Album hard rock più venduto per gruppo - Led Zeppelin IV                       | 23× platinum   |
| Pink Floyd      | Album progressive rock più venduto per gruppo - The Wall                       | 23× platinum   |
| Pink Floyd      | Album colonna sonora più venduto - The Wall                                    | 23× platinum   |
| Billy Joel      | Album rock più venduto per un artista solista - Greatest Hits, Vols. 1 & 2     | 23× platinum   |
| Garth Brooks    | Album live più venduto - Double Live                                           | 21× platinum   |
| Shania Twain    | Album studio di genere country più venduto - Come on Over                      | 20× platinum   |
| Shania Twain    | Album più venduto da un'artista femminile - Come on Over                       | 20× platinum   |
| Guns N' Roses   | Album di debutto più venduto da una band rock - Appetite for Destruction       | 18× platinum   |
| Metallica       | Album heavy metal più venduto per gruppo - Metallica                           | 16× platinum   |
| Backstreet Boys | Album più venduto per un gruppo pop - Backstreet Boys                          | 14× platinum   |
| Britney Spears  | Album di debutto più venduto per un'artista femminile - ...Baby One More Time  | 14× platinum   |
| Britney Spears  | Album teenager più venduto - ...Baby One More Time                             | 14× platinum   |
| Whitney Houston | Album R&B di debutto più venduto da un'artista femminile - Whitney Houston     | 13× platinum   |
| Pearl Jam       | Album più venduto per un gruppo alternative rock/grunge - Ten                  | 13× platinum   |
| Matchbox 20     | Album più venduto per un gruppo post-grunge - Yourself or Someone Like You     | 12× platinum   |
| Boyz II Men     | Album R&B più venduto da un artista solista - II                               | 12× platinum   |
| Outkast         | Album più venduto per un gruppo rap - Speakerboxxx/The Love Below              | 11× platinum   |
| TLC             | Album più venduto per un gruppo femminile R&B - CrazySexyCool                  | 11× platinum   |
| Kid Rock        | Album più venduto da un artista solista rap - Devil Without a Cause            | 11× platinum   |
| Green Day       | Album più venduto per un gruppo punk - Dookie                                  | 10× platinum   |
| Adele           | Album più venduto in una settimana - 25                                        | 10× platinum   |
| Madonna         | Album raccolta più venduto da un'artista femminile - The Immaculate Collection | 10× platinum   |

- I Led Zeppelin hanno venduto oltre 51 milioni di unità con 3 album e hanno la media più alta per disco (17 milioni di media).
- I Beatles hanno 6 album nella classifica di dischi più venduti per un totale di oltre 85 milioni di unità.
- Album doppio più venduto - Pink Floyd - The Wall - 23 dischi di platino
- Album dal vivo più venduto - Garth Brooks - Double Live - 21 dischi di platino
- Album di debutto più venduto - Boston - Boston - 17 dischi di platino
- Colonna sonora più venduta - The Bodyguard: Original Soundtrack Album - 17 dischi di platino
- Album più venduto senza essere entrato nella Top Ten - Meat Loaf - Bat Out of Hell - 14 dischi di platino (posizione massima nº14)
- Album più venduto di un artista non di lingua madre inglese - Céline Dion - Falling Into You - 11 dischi di platino
- Album strumentale più venduto - Kenny G -  Breathless - 12 dischi di platino
- Album pop maschile più venduto - "Thriller", Michael Jackson - 34 dischi di platino
- Album pop femminile più venduto - "...Baby one more time", Britney Spears - 14 dischi di platino
- La più giovane artista in classifica - Britney Spears con "...Baby one more time - 17 anni.

## Artisti con il maggior numero di dischi diamante
| Artista           | Dischi diamante |
| ----------------- | --------------- |
| Led Zeppelin      | 5               |
| Whitney Houston   | 3               |
| Shania Twain      | 3               |
| Eagles            | 3               |
| Eminem            | 3               |
| Britney Spears    | 2               |
| Michael Jackson   | 2               |
| Bruce Springsteen | 2               |
| Pink Floyd        | 2               |
| Backstreet Boys   | 2               |
| NSYNC             | 2               |
| Céline Dion       | 2               |
| Mariah Carey      | 2               |
| Madonna           | 2               |
| Adele             | 2               |